# 道の駅大滝温泉
道の駅大滝温泉（みちのえき おおたきおんせん）は、埼玉県秩父市にある国道140号の道の駅である。

## 施設

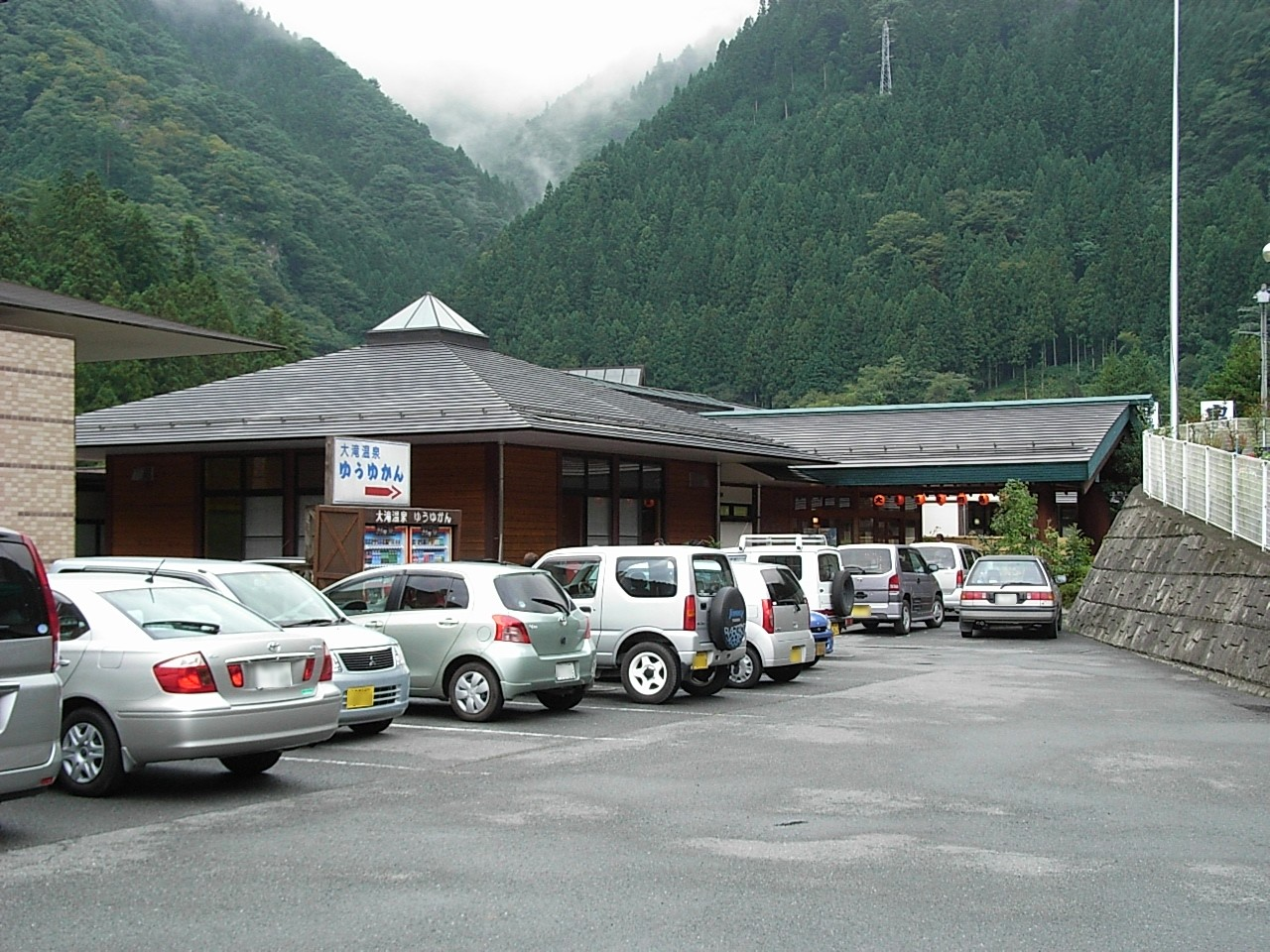
大滝温泉 「遊湯館」

- 駐車場
  - 普通車：65台
  - 大型車：10台
  - 身障者用：2台
- トイレ （いずれも24時間利用可能）
  - 男：大 6器、小 10器
  - 女：11器
  - 身障者用：1器
- 日帰り入浴施設「遊湯館」
- レストラン「郷路館」
- 歴史民俗資料館
- コンビニエンスストア（ファミリーマート）

特産品販売センターをリニューアルする形で2020年2月28日にオープンした。

## 休館日
- 毎週木曜日
- 年末年始

## アクセス
- 国道140号
- 三峰口駅から西武観光バス「大滝温泉遊湯館」バス停下車

## 周辺
- 大滝温泉
- 秩父市大滝総合支所
- 奥秩父もみじ湖
- 秩父御岳山
- 不動滝
- 三峰公園
- 三峰山
- 三峯神社
- 秩父湖